# 1099 Figneria
1099 Figneria è un asteroide della fascia principale del diametro medio di circa 29,39 km. Scoperto nel 1928, presenta un'orbita caratterizzata da un semiasse maggiore pari a 3,1911515 UA e da un'eccentricità di 0,2685886, inclinata di 11,73650° rispetto all'eclittica.
Il suo nome è in onore della rivoluzionaria russa Vera Nikolaevna Figner.